# Hombrechtikon
Hombrechtikon is een gemeente en plaats in het Zwitserse kanton Zürich, en maakt deel uit van het district Meilen.
Hombrechtikon telt 7606 inwoners.